# Ли Джон Хёп
Ли Джон Хёп (кор. 이정협, общепринятая латинская транскрипция — Lee Jeong-hyeop; 24 июня 1991) — южнокорейский футболист, нападающий клуба «Пусан Ай Парк» и сборной Республики Корея.

## Карьера
В 2013 году Ли Джон Хёп был выбран на драфте клубом «Пусан Ай Парк». 1 июня 2013 года он забил свои первые два гола за «Пусан» в матче против «Чонбук Хёндэ» в двенадцатом матче за этот клуб. Эти голы остались единственными в сезоне для Ли.
Ли Джон Хёп перешёл в армейскую команду «Санджу Санму» в 2014 году, чтобы пройти обязательную военную службу. Он забил четыре гола в дебютном сезоне, но не смог помочь команде избежать вылета из чемпионата.

## Международная карьера
В декабре 2014 года Ли Джон Хёп был неожиданно включен в заявку сборной Республики Корея на Кубок Азии 2015 года, не имея до этого опыта игр в её составе. Он дебютировал за национальную команду в товарищеском матче против Саудовской Аравии, забив свой первый гол, благодаря которому корейцы победили со счётом 2:0. В заключительном матче группового этапа Ли Джон Хёп забил победный гол в матче против хозяев турнира, сборной Австралии, что обеспечило корейцам первое место в группе. 26 января 2015 года Ли Джон Хёп забил первый гол в полуфинале, благодаря чему сборная вышла в финал Кубка Азии впервые с 1988 года.

### Голы за сборную
| #  | Дата           | Стадион                  | Соперник          | Счёт | Результат | Соревнование                      |
| -- | -------------- | ------------------------ | ----------------- | ---- | --------- | --------------------------------- |
| 1. | 4 января 2015  | АНЗ Стэдиум, Сидней      | Саудовская Аравия | 2:0  | 2:0       | Товарищеский матч                 |
| 2. | 17 января 2015 | Санкорп Стэдиум, Брисбен | Австралия         | 1:0  | 1:0       | Кубок Азии по футболу 2015        |
| 3. | 26 января 2015 | АНЗ Стэдиум, Сидней      | Ирак              | 1:0  | 2:0       | Кубок Азии по футболу 2015        |
| 4. | 24 марта 2016  | Ансан Ва Стэдиум, Ансан  | Ливан             | 1:0  | 1:0       | Квалификация чемпионата мира 2018 |
| 5. | 11 ноября 2016 | Чхонан Стэдиум, Чхонан   | Канада            | 2:0  | 2:0       | Товарищеский матч                 |